# Cmentarz żydowski w Třebíču

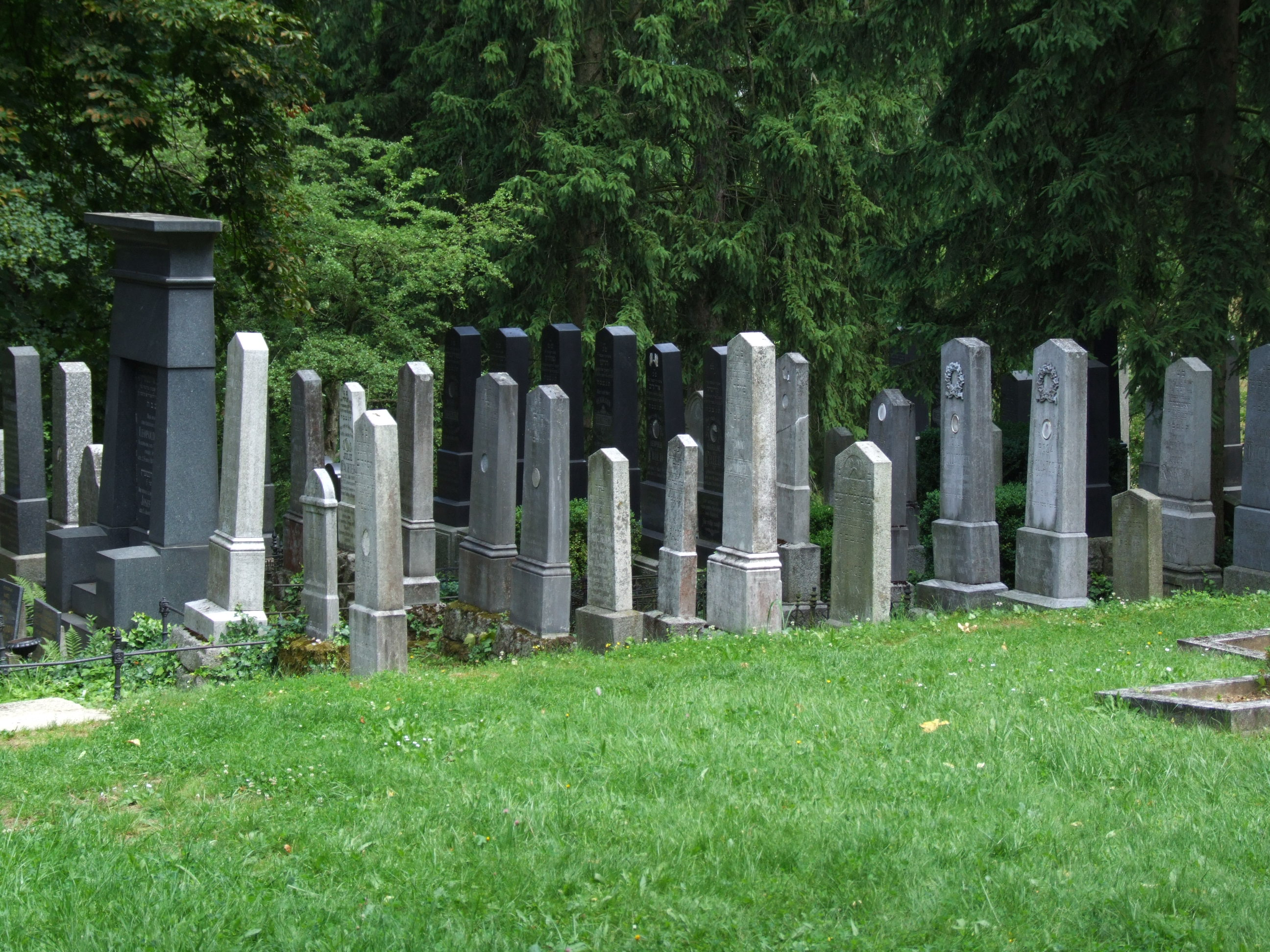
Nowa część cmentarza

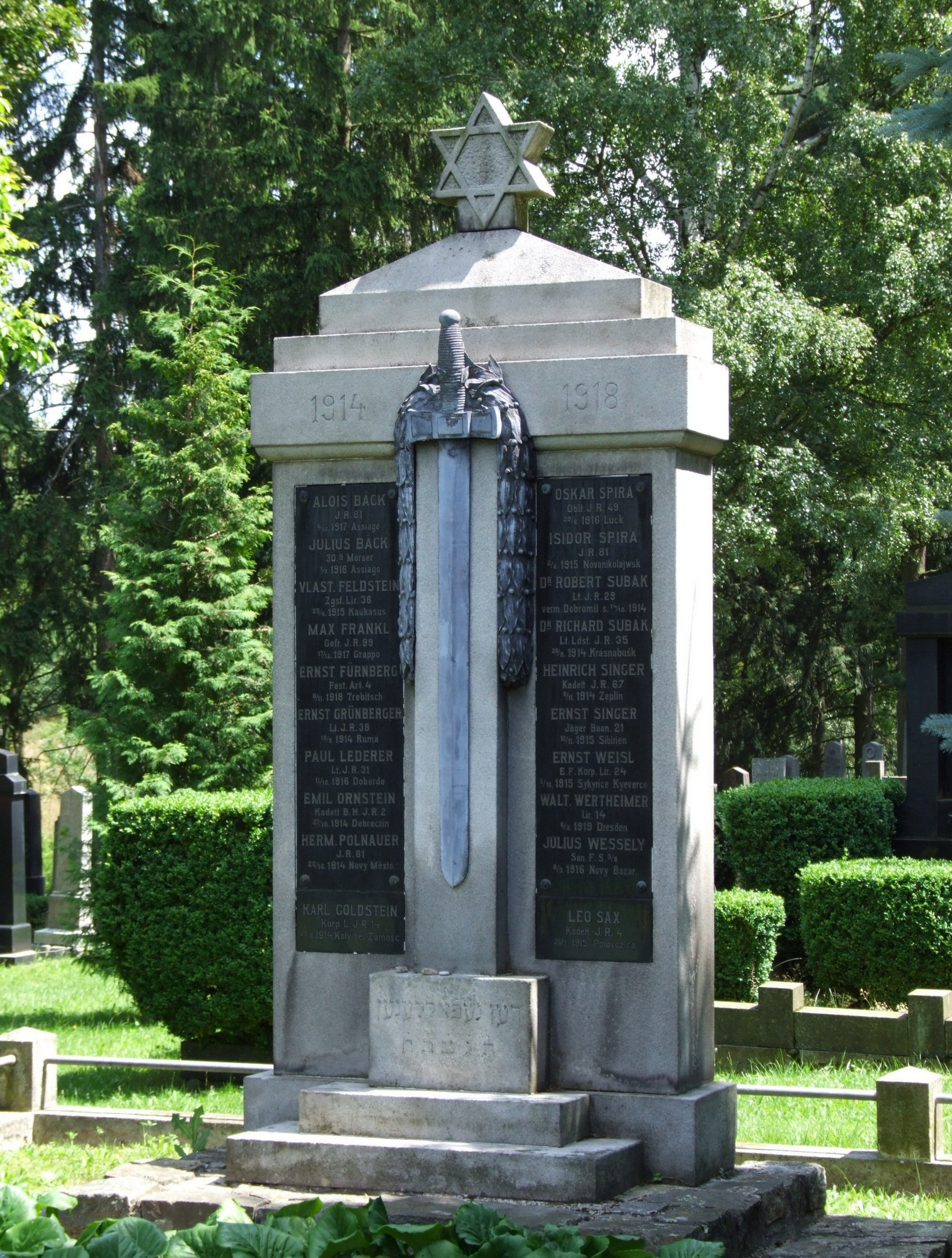
Pomnik żołnierzy poległych w czasie Wielkiej Wojny

Cmentarz żydowski w Třebíčy – jest narodowym zabytkiem kultury w Třebíču, w dzielnicy Podklasztorze. W ramach zespołu bazylika św. Prokopa i dzielnicy żydowskiej, której jest częścią, znajduje się na liście światowego dziedzictwa UNESCO.
Cmentarz żydowski w Třebíču jest po praskim Nowym Cmentarzu Żydowskim na praskich Olszanach największym kirkutem w Czechach i największym na Morawach. Położony jest po północnej stronie tzw. Gródka i obejmuje obszar 11 678 m². Można na nim znaleźć 2600 grobów, spośród których najstarszy dotąd czytelny datowany jest na rok 1625. Pochowano tu około 11 000 osób.
Cmentarz został założony w 2. połowie XVI wieku. Do około 1468 r. żydzi prawdopodobnie grzebali swoich zmarłych bezpośrednio przy murze klasztornym. Tamtejsza nekropolia została zlikwidowane, a nowa umieszczona na pochylonym terenie po przeciwnej, północnej stronie Gródka. Kiedy w roku 1888 doszło do powodzi, w wyniku której niektóre groby zostały zalane, cmentarz został poszerzony w kierunku południowym (nowa część cmentarza). W tej części stoją pomniki ofiar pierwszej (z roku 1922, upamiętnia 20 osób) i II wojny światowej (z roku 1957, upamiętnia 290 osób).
Na cmentarz wchodzi się od zachodu kutą bramą. Obok niej znajduje się dom przedpogrzebowy (1903) z dobrze zachowanym wnętrzem. Wybudowany został staraniem rabina Samuela Pollaka (1842-1906), a budowę sfinansowała miejscowa gmina żydowska.
Wielką zasługę w tym, w jak dobrym stanie cmentarz przeczekał drugą połowę XX wieku (kiedy po II wojnie światowej był niewykorzystywany i opuszczony), mieli František Veselý, niegdysiejszy ordynator, i Bohumír Pavlík, inspektor szkolny. Ich rola została podkreślona i doceniona podczas uroczystego posiedzenia rady miejskiej na zamku 23 sierpnia 2003 r.